# ギータ・ゴピナート
ギータ・ゴピナート（Gita Gopinath, 1971年12月8日 - ）は、2019年から2025年7月まで国際通貨基金のチーフエコノミストおよび筆頭副専務理事を務めたインド系アメリカ人である。2025年7月21日をもってIMFを退任し、ハーバード大学経済学部の教員に復帰する。
彼女はハーバード大学経済学部から公務を離れているが、ジョン・ズワンストラ記念国際学・経済学教授を務めている。彼女はまた、全米経済研究所の国際金融およびマクロ経済学プログラムの共同ディレクターであり、インドケーララ州知事の経済顧問を務めてきた。
ゴピナートは、2018年10月1日にラガルドIMF専務理事により、国際通貨基金のチーフエコノミストに任命された。2020年4月、ザ・デイリー・ショーでのトレバー・ノアからのインタビューにおいて、彼女は2020年の世界的な不況を「グレートロックダウン」と名付けた。2022年1月21日には、IMFの筆頭副専務理事に昇進した。

## 生い立ちと教育
ギータ・ゴピナートは、1971年12月8日、インドのコルカタでマラヤーリ家に生まれた。彼女はT.V. ゴピナートとV.C. Vijayalakshmiの2人の娘の末っ子である。彼女の父親であるT.V. ゴピナートは、故A.K.ゴパランと関連していた。
ゴピナートはマイソールのニルマラ修道院学校で学んだ。彼女は1992年にデリー大学Lady Shri Ram College for Womenで学士号を取得し、1994年にデリー大学Delhi School of Economicsで経済学修士号を取得した後、1996年にワシントン大学でも経済学修士号を取得した。ベン・バーナンキとケネス・ロゴフの指導の下、"Three essays on international capital flows: a search theoretic approach"と題した博士論文を完成させ、2001年にプリンストン大学で経済学博士号を取得した。彼女は、プリンストン大学での博士課程の研究中に、プリンストン大学のウッドロー・ウィルソン・フェローシップ研究賞を受賞した。プリンストン大学では国際マクロ経済学と貿易の分野で経済学を専攻していた。

## キャリア
ゴピナートは、2001年にシカゴ大学ブース・スクール・オブ・ビジネスの助教授に就き、2015年12月よりハーバード大学経済学部のジョン・ズワンストラ記念国際学・経済学教授である。
彼女は2018年10月に国際通貨基金のチーフエコノミストに任命され、2022年1月21日からは筆頭副専務理事を務めた。その他、全米経済研究所の国際金融・マクロ経済プログラムの共同ディレクター、ボストン連邦準備銀行の客員研究員、ニューヨーク連邦準備銀行の経済諮問委員会のメンバーなどを務めている。また、ケーララ州（インド）知事の経済顧問、American Economic Reviewの共同編集者、および国際経済ハンドブックの2019年版の共同編集者でもある。
2021年6月、ゴピナートは、マリ・パンゲストゥ、セイラ・パザルバシオグル、ニコラス・スターンが共同議長を務める「持続可能で包括的な復興と成長に関する世界銀行・国際通貨基金ハイレベル諮問グループ（HLAG）」に任命された。

## 受賞歴
彼女は、2011年に世界経済フォーラムによってヤング・グローバル・リーダーに選ばれ、2014年に国際通貨基金によって45歳未満のトップ25エコノミストの一人に選ばれた。 2017年には、彼女はワシントン大学からDistinguished Alumnus Awardを受賞した。2018年、ゴピナートはアメリカ芸術科学アカデミーと計量経済学会のフェローに選出された。2019年、フォーリン・ポリシーはトップ・グローバル・シンカーの1人に彼女を指名し、同年インドの大統領よりインド出身人物への最高の栄誉であるPravasi Bharatiya Sammanを授与された。
| 年     | 居住国         | 賞名                     | 授与者         |
| ------ | -------------- | ------------------------ | -------------- |
| 2019年 | アメリカ合衆国 | Pravasi Bharatiya Samman | インドの大統領 |

## パーソナルライフ
ゴピナートの夫であるIqbal Singh Dhaliwalは、マサチューセッツ工科大学経済学部のAbdul Latif Jameel Poverty Action Labのグローバルエグゼクティブディレクターである。彼はインド行政サービス（IAS）のメンバーとして公共サービスでのキャリアを開始し、1995年のUPSC公務員の第一位の所有者だった。彼の最初の赴任先は、ティルネルベリ地区のサブコレクターであった。彼らにはRohilという名前の息子がいる。